# Ander Crenshaw
Ander Crenshaw (ur. 1 września 1944) – amerykański polityk, członek Partii Republikańskiej. W latach 2001–2017 był przedstawicielem czwartego okręgu wyborczego w stanie Floryda do Izby Reprezentantów Stanów Zjednoczonych.